# Kanada az 1968. évi nyári olimpiai játékokon
Kanada a mexikói Mexikóvárosban megrendezett 1968. évi nyári olimpiai játékok egyik részt vevő nemzete volt. Az országot az olimpián 14 sportágban 139 sportoló képviselte, akik összesen 5 érmet szereztek.

## Érmesek
| Érem  | Versenyző                                               | Sportág  | Versenyszám              |
| ----- | ------------------------------------------------------- | -------- | ------------------------ |
| Arany | James Day Jim Elder Thomas Gayford                      | Lovaglás | Csapat díjugratás        |
| Ezüst | Ralph Hutton                                            | Úszás    | Férfi 400 m gyors        |
| Ezüst | Elaine Tanner                                           | Úszás    | Női 100 m hát            |
| Ezüst | Elaine Tanner                                           | Úszás    | Női 200 m hát            |
| Bronz | Marilyn Corson Angela Coughlan Marion Lay Elaine Tanner | Úszás    | Női 4 × 100 m gyorsváltó |

## Atlétika
Férfi
| Versenyző                                                  | Versenyszám     | Előfutam      | Előfutam      | Előfutam      | Negyeddöntő | Negyeddöntő | Negyeddöntő | Elődöntő | Elődöntő | Elődöntő | Döntő         | Döntő         |
| Versenyző                                                  | Versenyszám     | Idő           | Hely.         | Össz.         | Idő         | Hely.       | Össz.       | Idő      | Hely.    | Össz.    | Idő           | Helyezés      |
| ---------------------------------------------------------- | --------------- | ------------- | ------------- | ------------- | ----------- | ----------- | ----------- | -------- | -------- | -------- | ------------- | ------------- |
| Harry Jerome                                               | 100 m           | 10,35         | 1.            | 10.**         | 10,22       | 4.          | 9.*         | 10,17    | 3.       | 5.       | 10,20         | 7.            |
| Harry Jerome                                               | 200 m           | 21,22         | 5.            | 28.*          | 21,43       | 8.          | 28.         | kiesett  | kiesett  | kiesett  | kiesett       | kiesett       |
| Don Domansky                                               | 400 m           | 46,46         | 5.            | 22.           | kiesett     | kiesett     | kiesett     | kiesett  | kiesett  | kiesett  | kiesett       | kiesett       |
| Ross MacKenzie                                             | 400 m           | 47,05         | 4.            | 40.           | 46,15       | 4.          | 16.         | 49,28    | 8.       | 15.      | kiesett       | kiesett       |
| Dave Bailey                                                | 1500 m          | 3:52,11       | 6.            | 19.           |             |             |             | kiesett  | kiesett  | kiesett  | kiesett       | kiesett       |
| Norm Trerise                                               | 1500 m          | 3:47,67       | 5.            | 11.           |             |             |             | 3:57,30  | 10.      | 19.      | kiesett       | kiesett       |
| Bob Finlay                                                 | 5000 m          | 14:31,81      | 4.            | 14.           |             |             |             |          |          |          | 14:44,92      | 11.           |
| Dave Ellis                                                 | 5000 m          | nem ért célba | nem ért célba | nem ért célba |             |             |             |          |          |          | kiesett       | kiesett       |
| Dave Ellis                                                 | 10 000 m        |               |               |               |             |             |             |          |          |          | 31:06,6       | 26.           |
| Wes Brooker                                                | 400 m gát       | 51,58         | 5.            | 22.           |             |             |             | kiesett  | kiesett  | kiesett  | kiesett       | kiesett       |
| Robert McLaren                                             | 400 m gát       | 51,84         | 6.            | 24.           |             |             |             | kiesett  | kiesett  | kiesett  | kiesett       | kiesett       |
| Andy Boychuk                                               | Maraton         |               |               |               |             |             |             |          |          |          | 2:28:40       | 10.           |
| Jerome Drayton                                             | Maraton         |               |               |               |             |             |             |          |          |          | nem ért célba | nem ért célba |
| Felix Cappella                                             | 20 km gyaloglás |               |               |               |             |             |             |          |          |          | nem ért célba | nem ért célba |
| Felix Cappella                                             | 50 km gyaloglás |               |               |               |             |             |             |          |          |          | 4:58:31       | 23.           |
| Karl-Heinz Merschenz                                       | 50 km gyaloglás |               |               |               |             |             |             |          |          |          | 4:37:57       | 9.            |
| Karl-Heinz Merschenz                                       | 20 km gyaloglás |               |               |               |             |             |             |          |          |          | 1:40:11       | 18.           |
| Ross MacKenzie Brian MacLaren William Crothers Wes Brooker | 4 × 400 m váltó | 3:09,70       | 7.            | 15.           |             |             |             |          |          |          | kiesett       | kiesett       |

| Versenyző       | Versenyszám   | Selejtező | Selejtező | Döntő    | Döntő    |
| Versenyző       | Versenyszám   | Eredmény  | Helyezés  | Eredmény | Helyezés |
| --------------- | ------------- | --------- | --------- | -------- | -------- |
| Wilf Wedmann    | Magasugrás    | 200 cm    | 33.*      | kiesett  | kiesett  |
| Michel Charland | Távolugrás    | 735 cm    | 26.       | kiesett  | kiesett  |
| George Puce     | Diszkoszvetés | 57,34 m   | 14.       | kiesett  | kiesett  |
| Bill Heikkila   | Gerelyhajítás | 71,20 m   | 22.       | kiesett  | kiesett  |

Női
| Versenyző                                                  | Versenyszám     | Előfutam | Előfutam | Előfutam | Negyeddöntő | Negyeddöntő | Negyeddöntő | Elődöntő | Elődöntő | Elődöntő | Döntő   | Döntő    |
| Versenyző                                                  | Versenyszám     | Idő      | Hely.    | Össz.    | Idő         | Hely.       | Össz.       | Idő      | Hely.    | Össz.    | Idő     | Helyezés |
| ---------------------------------------------------------- | --------------- | -------- | -------- | -------- | ----------- | ----------- | ----------- | -------- | -------- | -------- | ------- | -------- |
| Stephanie Berto                                            | 100 m           | 11,81    | 5.       | 30.      | kiesett     | kiesett     | kiesett     | kiesett  | kiesett  | kiesett  | kiesett | kiesett  |
| Debbie Miller                                              | 100 m           | 11,71    | 5.       | 22.***   | 11,64       | 7.          | 22.         | kiesett  | kiesett  | kiesett  | kiesett | kiesett  |
| Irene Piotrowski                                           | 100 m           | 11,40    | 2.       | 5.       | 11,41       | 3.          | 11.*        | 11,55    | 6.       | 9.       | kiesett | kiesett  |
| Irene Piotrowski                                           | 200 m           | 23,74    | 5.       | 19.      |             |             |             | kiesett  | kiesett  | kiesett  | kiesett | kiesett  |
| Anne Covell                                                | 400 m           | 54,34    | 5.       | 16.      |             |             |             | kiesett  | kiesett  | kiesett  | kiesett | kiesett  |
| Joan Fisher                                                | 400 m           | 54,62    | 4.       | 18.      |             |             |             | 55,37    | 8.       | 15.      | kiesett | kiesett  |
| Abby Hoffman                                               | 800 m           | 2:08,94  | 2.       | 12.      |             |             |             | 2:07,03  | 4.       | 9.       | 2:06,99 | 7.       |
| Jenny Wingerson-Meldrum                                    | 80 m gát        | 11,17    | 5.       | 26.      |             |             |             | kiesett  | kiesett  | kiesett  | kiesett | kiesett  |
| Debbie Miller Stephanie Berto Joan Hendry Irene Piotrowski | 4 × 100 m váltó | 44,73    | 5.       | 10.      |             |             |             |          |          |          | kiesett | kiesett  |

| Versenyző    | Versenyszám   | Selejtező                | Selejtező                | Döntő    | Döntő    |
| Versenyző    | Versenyszám   | Eredmény                 | Helyezés                 | Eredmény | Helyezés |
| ------------ | ------------- | ------------------------ | ------------------------ | -------- | -------- |
| Joan Hendry  | Távolugrás    | érvényes kísérlet nélkül | érvényes kísérlet nélkül | kiesett  | kiesett  |
| Jay Dahlgren | Gerelyhajítás |                          |                          | 51,34 m  | 13.      |

| Versenyző               | Versenyszám | 80 m gát | 80 m gát | Súlylökés | Súlylökés | Magasugrás | Magasugrás | Távolugrás | Távolugrás | 200 m | 200 m | Végeredmény | Végeredmény |
| Versenyző               | Versenyszám | Idő      | Pont     | Eredmény  | Pont      | Eredmény   | Pont       | Eredmény   | Pont       | Idő   | Pont  | Pont        | Helyezés    |
| ----------------------- | ----------- | -------- | -------- | --------- | --------- | ---------- | ---------- | ---------- | ---------- | ----- | ----- | ----------- | ----------- |
| Jenny Wingerson-Meldrum | Ötpróba     | 11,06    | 1044     | 12,41 m   | 882       | 159 cm     | 934        | 589 cm     | 964        | 24,83 | 950   | 4774        | 11.         |

* - egy másik versenyzővel azonos időt ért el

** - két másik versenyzővel azonos időt ért el

*** - három másik versenyzővel azonos eredményt ért el

## Birkózás
Kötöttfogású
| Versenyző         | Versenyszám | 1. forduló                     | 2. forduló                           | 3. forduló                       | 4. forduló        | 5. forduló        | 6. forduló        | 7. forduló        | Döntő             | Helyezés    |
| Versenyző         | Versenyszám | Ellenfél Eredmény              | Ellenfél Eredmény                    | Ellenfél Eredmény                | Ellenfél Eredmény | Ellenfél Eredmény | Ellenfél Eredmény | Ellenfél Eredmény | Ellenfél Eredmény | Helyezés    |
| ----------------- | ----------- | ------------------------------ | ------------------------------------ | -------------------------------- | ----------------- | ----------------- | ----------------- | ----------------- | ----------------- | ----------- |
| Herbert Singerman | 57 kg       | Jean Nakouzi (LIB) · kétvállas | Ibrahim El-Sayed (RAU) · kétvállas   | kiesett                          | kiesett           | kiesett           | kiesett           | kiesett           | kiesett           | helyezetlen |
| Gordon Garvie     | 70 kg       | António Galantinho (POR) · 3-1 | Ángel Aldama (GUA) · kétvállas       | Vítězslav Mácha (TCH) · kizárták | kiesett           | kiesett           | kiesett           | kiesett           | kiesett           | helyezetlen |
| Brian Heffel      | 78 kg       | Ion Ţăranu (ROU) · kizárták    | Metodi Zarev (BUL) · kétvállas       | kiesett                          | kiesett           |                   |                   |                   | kiesett           | helyezetlen |
| Edward Millard    | 97 kg       | Nagao Takesi (JPN) · kétvállas | Nyikolaj Jakovenko (URS) · kétvállas | kiesett                          | kiesett           | kiesett           | kiesett           |                   | kiesett           | helyezetlen |
| Harry Geris       | +97 kg      | Robert Roop (USA) · kétvállas  | Raymond Uytterhaeghe (FRA) · 3-1     | kiesett                          | kiesett           | kiesett           | kiesett           |                   | kiesett           | helyezetlen |

Szabadfogású
| Versenyző         | Versenyszám | 1. forduló                             | 2. forduló                           | 3. forduló                       | 4. forduló        | 5. forduló        | 6. forduló        | 7. forduló        | Döntő             | Helyezés    |
| Versenyző         | Versenyszám | Ellenfél Eredmény                      | Ellenfél Eredmény                    | Ellenfél Eredmény                | Ellenfél Eredmény | Ellenfél Eredmény | Ellenfél Eredmény | Ellenfél Eredmény | Ellenfél Eredmény | Helyezés    |
| ----------------- | ----------- | -------------------------------------- | ------------------------------------ | -------------------------------- | ----------------- | ----------------- | ----------------- | ----------------- | ----------------- | ----------- |
| Herbert Singerman | 57 kg       | Rogelio Famatid (PHI) · kétvállas      | Bishambar Singh (IND) · 3.5-0.5      | Ivan Savov (BUL) · kétvállas     | kiesett           | kiesett           | kiesett           |                   | kiesett           | helyezetlen |
| Pat Bolger        | 63 kg       | Rusznyák József (HUN) · 3-1            | Petre Coman (ROU) · 3.5-0.5          | kiesett                          | kiesett           | kiesett           | kiesett           | kiesett           | kiesett           | helyezetlen |
| Gordon Garvie     | 70 kg       | Abdollah Movahed (IRI) · 3.5-0.5       | Francisco Lebeque (CUB) · kétvállas  | kiesett                          | kiesett           | kiesett           | kiesett           |                   | kiesett           | helyezetlen |
| Brian Heffel      | 78 kg       | Wesley O'Brien (AUS) · kétvállas       | Yury Shakhmuradov (URS) · 3.5-0.5    | Tömöriin Artag (MGL) · kétvállas | kiesett           | kiesett           |                   |                   | kiesett           | helyezetlen |
| Robert Chamberot  | 87 kg       | Ronald Grinstead (GBR) · 3-1           | Umberto Marcheggiani (ITA) · 3.5-0.5 | kiesett                          | kiesett           | kiesett           | kiesett           |                   | kiesett           | helyezetlen |
| Edward Millard    | 97 kg       | Khorloogiin Bayanmönkh (MGL) · 3.5-0.5 | Ryszard Długosz (POL) · 1-3          | Csatári József (HUN) · kétvállas | kiesett           | kiesett           | kiesett           | kiesett           | kiesett           | helyezetlen |
| Harry Geris       | +97 kg      | Wilfried Dietrich (FRG) · kétvállas    | Raymond Uytterhaeghe (FRA) · 3-1     | kiesett                          | kiesett           | kiesett           |                   |                   | kiesett           | helyezetlen |

## Evezés
| Versenyző | Versenyszám              | Előfutam | Előfutam | Vigaszág | Vigaszág | Elődöntő | Elődöntő | Döntő   | Döntő   | Döntő   | Helyezés    |
| Versenyző | Versenyszám              | Idő      | Hely.    | Idő      | Hely.    | Idő      | Hely.    | Típus   | Idő     | Hely.   | Helyezés    |
| --- | ------------------------ | -------- | -------- | -------- | -------- | -------- | -------- | ------- | ------- | ------- | ----------- |
| Roger Jackson | Egypárevezős             | 7:55,88  | 2.       | erőnyerő | erőnyerő | 8:10,64  | 5.       | B       | 7:48,05 | 5.      | 11.         |
| Daryl Sturdy Robert Stubbs | Kétpárevezős             | 7:36,52  | 4.       | 7:22,87  | 4.       | kiesett  | kiesett  | kiesett | kiesett | kiesett | 13.         |
| John Ulinder Lyle Gatley | Kormányos nélküli kettes | 7:55,10  | 6.       | 7:33,46  | 4.       | kiesett  | kiesett  | kiesett | kiesett | kiesett | helyezetlen |
| Neil Campbell John Ross Clayton Brown Richard Crooker Daryl Sturdy John Richardson* Richard Symsyk John McIntyre Daryl MacDonald Joel Finlay (kormányos) | Nyolcas                  | 6:21,22  | 4.       | 6:31,14  | 4.       |          |          | B       | 6:18,65 | 3.      | 9.          |

* - Daryl Sturdy cseréje az előfutamban és a vigaszágon

## Kajak-kenu
Férfi
| Versenyző                                         | Versenyszám         | Előfutam | Előfutam | Előfutam | Vigaszág         | Vigaszág         | Vigaszág         | Elődöntő | Elődöntő | Elődöntő | Döntő   | Döntő    |
| Versenyző                                         | Versenyszám         | Idő      | Hely.    | Össz.    | Idő              | Hely.            | Össz.            | Idő      | Hely.    | Össz.    | Idő     | Helyezés |
| ------------------------------------------------- | ------------------- | -------- | -------- | -------- | ---------------- | ---------------- | ---------------- | -------- | -------- | -------- | ------- | -------- |
| Gabor Joo                                         | Kajak egyes 1000 m  | 4:11,8   | 5.       | 14.      | 4:29,40          | 2.               | 8.               | 4:17,50  | 6.       | 17.      | kiesett | kiesett  |
| Arpad Simonyik Jean Barré                         | Kajak kettes 1000 m | 4:14,5   | 6.       | 16.      | 3:59,03          | 3.               | 5.               | 3:58,37  | 4.       | 13.      | kiesett | kiesett  |
| Arpad Simonyik Wolfgang Ruck Gabor Joo Jean Barré | Kajak négyes 1000 m | 3:39,0   | 6.       | 18.      | nem állt rajthoz | nem állt rajthoz | nem állt rajthoz | kiesett  | kiesett  | kiesett  | kiesett | kiesett  |
| Christopher Hook                                  | Kenu egyes 1000 m   | 4:34,9   | 3.       | 8.       | erőnyerő         | erőnyerő         | erőnyerő         |          |          |          | 4:55,88 | 9.       |
| John Wood Scott Lee                               | Kenu kettes 1000 m  | kizárták | kizárták | kizárták | kiesett          | kiesett          | kiesett          |          |          |          | kiesett | kiesett  |

Női
| Versenyző                      | Versenyszám        | Előfutam | Előfutam | Előfutam | Vigaszág | Vigaszág | Vigaszág | Döntő   | Döntő    |
| Versenyző                      | Versenyszám        | Idő      | Hely.    | Össz.    | Idő      | Hely.    | Össz.    | Idő     | Helyezés |
| ------------------------------ | ------------------ | -------- | -------- | -------- | -------- | -------- | -------- | ------- | -------- |
| Marjorie Homer-Dixon           | Kajak egyes 500 m  | 2:18,5   | 6.       | 13.      | 2:20,84  | 6.       | 6.       | kiesett | kiesett  |
| Claudia Hunt Betty-Anne Gowans | Kajak kettes 500 m | 2:12,1   | 5.       | 10.      | 2:07,88  | 4.       | 4.       | kiesett | kiesett  |

## Kerékpározás

### Országúti kerékpározás
| Versenyző                                     | Versenyszám     | Idő              | Helyezés      |
| --------------------------------------------- | --------------- | ---------------- | ------------- |
| Jules Béland                                  | Mezőnyverseny   | nem ért célba    | nem ért célba |
| Joe Jones                                     | Mezőnyverseny   | 5:30:13 (+49:48) | 64.           |
| Yves Landry                                   | Mezőnyverseny   | nem ért célba    | nem ért célba |
| Marcel Roy                                    | Mezőnyverseny   | 5:05:13 (+23:48) | 55.           |
| Jules Béland Joe Jones Yves Landry Marcel Roy | Csapat időfutam | 2:27:18 (+19:29) | 25.           |

### Pálya-kerékpározás
Sprintverseny
| Versenyző      | Versenyszám  | 1. forduló                                             | 1. forduló | Vigaszág                                           | Vigaszág | 2. forduló                                          | 2. forduló | Vigaszág                      | Vigaszág | Nyolcaddöntő           | Nyolcaddöntő | Vigaszág selejtező   | Vigaszág selejtező | Vigaszág döntő       | Vigaszág döntő | Negyeddöntő          | Elődöntő             | Döntő                | Helyezés    |
| Versenyző      | Versenyszám  | Ellenfelek Győztes idő                                 | Hely.      | Ellenfelek Győztes idő                             | Hely.    | Ellenfelek Győztes idő                              | Hely.      | Ellenfél Győztes idő          | Hely.    | Ellenfelek Győztes idő | Hely.        | Ellenfél Győztes idő | Hely.              | Ellenfél Győztes idő | Hely.          | Ellenfél Győztes idő | Ellenfél Győztes idő | Ellenfél Győztes idő | Helyezés    |
| -------------- | ------------ | ------------------------------------------------------ | ---------- | -------------------------------------------------- | -------- | --------------------------------------------------- | ---------- | ----------------------------- | -------- | ---------------------- | ------------ | -------------------- | ------------------ | -------------------- | -------------- | -------------------- | -------------------- | -------------------- | ----------- |
| Bob Boucher    | Férfi egyéni | Reginald Barnett (GBR) · George Artin (IRQ) · 11,34    | 2.         | Ian Alsop (GBR) · 11,19                            | 2.       | kiesett                                             | kiesett    | kiesett                       | kiesett  | kiesett                | kiesett      | kiesett              | kiesett            | kiesett              | kiesett        | kiesett              | kiesett              | kiesett              | helyezetlen |
| Jocelyn Lovell | Férfi egyéni | Niels Fredborg (DEN) · Kriengsak Worawut (THA) · 10,91 | 2.         | Arturo García (MEX) · Rolando Guaves (PHI) · 11,30 | 1.       | Giurdano Turrini (ITA) · José Pittaro (ARG) · 11,47 | 3.         | Leijn Loevesijn (NED) · 11,91 | 2.       | kiesett                | kiesett      | kiesett              | kiesett            | kiesett              | kiesett        | kiesett              | kiesett              | kiesett              | helyezetlen |

Időfutam
| Versenyző      | Versenyszám  | Idő     | Helyezés |
| -------------- | ------------ | ------- | -------- |
| Jocelyn Lovell | Férfi egyéni | 1:05,18 | 7.       |

## Lovaglás
Díjlovaglás
| Versenyző                                                  | Ló                      | Versenyszám | Selejtező | Selejtező | Döntő   | Döntő   | Végeredmény | Végeredmény |
| Versenyző                                                  | Ló                      | Versenyszám | Pont      | Hely.     | Pont    | Hely.   | Pont        | Helyezés    |
| ---------------------------------------------------------- | ----------------------- | ----------- | --------- | --------- | ------- | ------- | ----------- | ----------- |
| Inez Fischer-Credo                                         | Marius                  | Egyéni      | 732       | 15.       | kiesett | kiesett | 732         | 15.         |
| Christilot Hanson-Boylen                                   | Bonheur                 | Egyéni      | 677       | 19.       | kiesett | kiesett | 677         | 19.         |
| Sztehlo Zoltán                                             | Virtuose                | Egyéni      | 603       | 25.       | kiesett | kiesett | 603         | 25.         |
| Inez Fischer-Credo Christilot Hanson-Boylen Sztehlo Zoltán | Marius Bonheur Virtuose | Csapat      |           |           |         |         | 2,012       | 7.          |

Díjugratás
| Versenyző                          | Ló                                  | Versenyszám | 1. forduló | 1. forduló | 2. forduló | 2. forduló | Összesen | Összesen |
| Versenyző                          | Ló                                  | Versenyszám | Pont       | Hely.      | Pont       | Hely.      | Pont     | Helyezés |
| ---------------------------------- | ----------------------------------- | ----------- | ---------- | ---------- | ---------- | ---------- | -------- | -------- |
| James Day                          | Canadian Club                       | Egyéni      | 4,00       | 3.         | 16,00      | 16.        | 20,00    | 13.*     |
| Jim Elder                          | The Immigrant                       | Egyéni      | 8,00       | 9.         | 4,00       | 1.         | 12,00    | 6.       |
| Terrance Millar                    | Beefeater                           | Egyéni      | 31,50      | 36.        | kiesett    | kiesett    | 31,50    | 36.      |
| James Day Jim Elder Thomas Gayford | Canadian Club The Immigrant Big Dee | Csapat      | 49,50      | 2.         | 53,25      | 1.         | 102,75   |          |

Lovastusa
| Versenyző                              | Ló                              | Versenyszám | Díjlovaglás | Díjlovaglás | Tereplovaglás | Tereplovaglás | Díjugratás | Díjugratás | Végeredmény | Végeredmény |
| Versenyző                              | Ló                              | Versenyszám | Bünt.       | Hely.       | Bünt.         | Hely.         | Bünt.      | Hely.      | Bünt.       | Helyezés    |
| -------------------------------------- | ------------------------------- | ----------- | ----------- | ----------- | ------------- | ------------- | ---------- | ---------- | ----------- | ----------- |
| Alan Ehrlick                           | The Nomad                       | Egyéni      | -99,00      | 32.         | -291,60       | 32.           | -10,00     | 12.        | -400,60     | 35.         |
| Norman Elder                           | Questionnaire                   | Egyéni      | -106,01     | 38.         | -203,20       | 35.           | -23,25     | 28.        | -332,46     | 31.         |
| Robin Hahn                             | Taffy                           | Egyéni      | -97,01      | 28.         | -11,60        | 8.            | -10,00     | 12.        | -95,41      | 9.          |
| Barry Sonshine                         | Durlas Eile                     | Egyéni      | -103,01     | 36.         | -246,80       | 36.           | -10,00     | 12.        | -359,81     | 33.         |
| Norman Elder Robin Hahn Barry Sonshine | Questionnaire Taffy Durlas Eile | Csapat      | -299,02     | 10.         | -438,40       | 10.           | -30,00     | 3.         | -787,68     | 8.          |

* - két másik versenyzővel azonos eredményt ért el

## Műugrás
Férfi
| Versenyző     | Versenyszám        | Selejtező | Selejtező | Döntő   | Döntő    |
| Versenyző     | Versenyszám        | Pont      | Helyezés  | Pont    | Helyezés |
| ------------- | ------------------ | --------- | --------- | ------- | -------- |
| Kenneth Sully | Egyéni műugrás     | 74,62     | 25.       | kiesett | kiesett  |
| Kenneth Sully | Egyéni toronyugrás | 65,41     | 33.       | kiesett | kiesett  |
| Bob Eaton     | Egyéni toronyugrás | 82,09     | 25.       | kiesett | kiesett  |

Női
| Versenyző       | Versenyszám        | Selejtező | Selejtező | Döntő   | Döntő    |
| Versenyző       | Versenyszám        | Pont      | Helyezés  | Pont    | Helyezés |
| --------------- | ------------------ | --------- | --------- | ------- | -------- |
| Beverly Boys    | Egyéni műugrás     | 86,86     | 10.       | 130,31  | 7.       |
| Beverly Boys    | Egyéni toronyugrás | 44,65     | 11.       | 97,97   | 4.       |
| Nancy Robertson | Egyéni toronyugrás | 44,10     | 12.       | 90,66   | 8.       |
| Nancy Robertson | Egyéni műugrás     | 82,21     | 13.       | kiesett | kiesett  |

## Ökölvívás
| Versenyző       | Versenyszám  | Selejtező                         | 32-es főtábla                | Nyolcaddöntő               | Negyeddöntő       | Elődöntő          | Döntő             | Helyezés |
| Versenyző       | Versenyszám  | Ellenfél Eredmény                 | Ellenfél Eredmény            | Ellenfél Eredmény          | Ellenfél Eredmény | Ellenfél Eredmény | Ellenfél Eredmény | Helyezés |
| --------------- | ------------ | --------------------------------- | ---------------------------- | -------------------------- | ----------------- | ----------------- | ----------------- | -------- |
| Walter Henry    | Légsúly      |                                   | erőnyerő                     | Joe Destimo (GHA) · RSC    | kiesett           | kiesett           | kiesett           | 9.       |
| Marvin Arneson  | Könnyűsúly   | erőnyerő                          | John H. Stracey (GBR) · 2-3  | kiesett                    | kiesett           | kiesett           | kiesett           | 17.      |
| Richard Findlay | Kisváltósúly | Gianbattista Capretti (ITA) · RSC | kiesett                      | kiesett                    | kiesett           | kiesett           | kiesett           | 32.      |
| Donato Paduano  | Váltósúly    | erőnyerő                          | Fidelis Onye Som (NGR) · 4-1 | Mario Giulloti (ARG) · 0-5 | kiesett           | kiesett           | kiesett           | 9.       |

## Sportlövészet
Nyílt
| Versenyző        | Versenyszám           | Pont | Helyezés |
| ---------------- | --------------------- | ---- | -------- |
| Keith Elder      | Gyorstüzelő pisztoly  | 554  | 51.      |
| Jules Sobrian    | Gyorstüzelő pisztoly  | 576  | 34.      |
| Jules Sobrian    | Szabadpisztoly        | 543  | 31.      |
| William Hare     | Szabadpisztoly        | 549  | 15.      |
| Rudy Schulze     | Sportpuska, fekvő     | 590  | 38.      |
| Gerald Ouellette | Sportpuska, fekvő     | 593  | 20.      |
| Gerald Ouellette | Sportpuska, összetett | 1151 | 6.       |
| Alf Mayer        | Sportpuska, összetett | 1127 | 38.      |
| John Primrose    | Trap                  | 194  | 8.       |
| Edward Shaske    | Trap                  | 192  | 16.      |
| Donald Sanderlin | Skeet                 | 191  | 15.      |
| Harry Willsie    | Skeet                 | 181  | 37.      |

## Súlyemelés
| Versenyző       | Versenyszám | Nyomás   | Nyomás   | Szakítás | Szakítás | Lökés    | Lökés    | Összesen | Helyezés |
| Versenyző       | Versenyszám | Eredmény | Helyezés | Eredmény | Helyezés | Eredmény | Helyezés | Összesen | Helyezés |
| --------------- | ----------- | -------- | -------- | -------- | -------- | -------- | -------- | -------- | -------- |
| Chun Hon Chan   | 56 kg       | 102,5    | 9.       | 90,0     | 12.      | 117,5    | 12.      | 310,0    | 11.      |
| Pierre St. Jean | 82,5 kg     | 135,0    | 14.      | 132,5    | 8.       | 167,5    | 9.       | 435,0    | 10.      |
| Aldo Roy        | 82,5 kg     | 132,5    | 19.      | 125,0    | 13.      | 162,5    | 13.      | 420,0    | 15.      |
| Paul Bjarnason  | 90 kg       | 125,0    | 24.      | 127,5    | 16.      | 155,0    | 21.      | 407,5    | 21.      |

## Torna
Férfi
| Versenyző                                                       | Versenyszám      | Selejtező | Selejtező | Döntő    | Döntő    |
| Versenyző                                                       | Versenyszám      | Pontszám  | Helyezés  | Pontszám | Helyezés |
| --------------------------------------------------------------- | ---------------- | --------- | --------- | -------- | -------- |
| Barry Brooker                                                   | Talaj            | 15,90     | 104.      | kiesett  | kiesett  |
| Barry Brooker                                                   | Ugrás            | 17,65     | 92.       | kiesett  | kiesett  |
| Barry Brooker                                                   | Korlát           | 15,25     | 112.      | kiesett  | kiesett  |
| Barry Brooker                                                   | Nyújtó           | 16,45     | 109.      | kiesett  | kiesett  |
| Barry Brooker                                                   | Gyűrű            | 16,45     | 97.       | kiesett  | kiesett  |
| Barry Brooker                                                   | Lólengés         | 15,00     | 104.      | kiesett  | kiesett  |
| Barry Brooker                                                   | Egyéni összetett |           |           | 96,70    | 106.     |
| Roger Dion                                                      | Talaj            | 15,85     | 105.      | kiesett  | kiesett  |
| Roger Dion                                                      | Ugrás            | 17,60     | 94.       | kiesett  | kiesett  |
| Roger Dion                                                      | Korlát           | 16,80     | 101.      | kiesett  | kiesett  |
| Roger Dion                                                      | Nyújtó           | 17,80     | 75.       | kiesett  | kiesett  |
| Roger Dion                                                      | Gyűrű            | 14,40     | 109.      | kiesett  | kiesett  |
| Roger Dion                                                      | Lólengés         | 17,00     | 82.       | kiesett  | kiesett  |
| Roger Dion                                                      | Egyéni összetett |           |           | 99,45    | 103.     |
| Sid Jensen                                                      | Talaj            | 17,05     | 88.       | kiesett  | kiesett  |
| Sid Jensen                                                      | Ugrás            | 18,20     | 49.       | kiesett  | kiesett  |
| Sid Jensen                                                      | Korlát           | 17,40     | 90.       | kiesett  | kiesett  |
| Sid Jensen                                                      | Nyújtó           | 18,00     | 70.       | kiesett  | kiesett  |
| Sid Jensen                                                      | Gyűrű            | 18,25     | 32.       | kiesett  | kiesett  |
| Sid Jensen                                                      | Lólengés         | 16,70     | 89.       | kiesett  | kiesett  |
| Sid Jensen                                                      | Egyéni összetett |           |           | 105,60   | 77.*     |
| Gilbert Larose                                                  | Talaj            | 17,90     | 57.       | kiesett  | kiesett  |
| Gilbert Larose                                                  | Ugrás            | 18,30     | 41.       | kiesett  | kiesett  |
| Gilbert Larose                                                  | Korlát           | 17,40     | 90.       | kiesett  | kiesett  |
| Gilbert Larose                                                  | Nyújtó           | 17,40     | 92.       | kiesett  | kiesett  |
| Gilbert Larose                                                  | Gyűrű            | 18,30     | 28.       | kiesett  | kiesett  |
| Gilbert Larose                                                  | Lólengés         | 17,95     | 42.       | kiesett  | kiesett  |
| Gilbert Larose                                                  | Egyéni összetett |           |           | 107,25   | 64.      |
| Steve Mitruk                                                    | Talaj            | 15,35     | 109.      | kiesett  | kiesett  |
| Steve Mitruk                                                    | Ugrás            | 17,45     | 99.       | kiesett  | kiesett  |
| Steve Mitruk                                                    | Korlát           | 17,15     | 97.       | kiesett  | kiesett  |
| Steve Mitruk                                                    | Nyújtó           | 17,45     | 90.       | kiesett  | kiesett  |
| Steve Mitruk                                                    | Gyűrű            | 16,50     | 95.       | kiesett  | kiesett  |
| Steve Mitruk                                                    | Lólengés         | 17,50     | 63.       | kiesett  | kiesett  |
| Steve Mitruk                                                    | Egyéni összetett |           |           | 101,40   | 96.      |
| Barry Brooker Roger Dion Sid Jensen Gilbert Larose Steve Mitruk | Csapat összetett |           |           | 510,40   | 16.      |

Női
| Versenyző                                                                          | Versenyszám      | Selejtező | Selejtező | Döntő    | Döntő    |
| Versenyző                                                                          | Versenyszám      | Pontszám  | Helyezés  | Pontszám | Helyezés |
| ---------------------------------------------------------------------------------- | ---------------- | --------- | --------- | -------- | -------- |
| Suzanne Cloutier                                                                   | Talaj            | 17,20     | 79.       | kiesett  | kiesett  |
| Suzanne Cloutier                                                                   | Ugrás            | 17,35     | 71.       | kiesett  | kiesett  |
| Suzanne Cloutier                                                                   | Felemás korlát   | 17,35     | 61.       | kiesett  | kiesett  |
| Suzanne Cloutier                                                                   | Gerenda          | 15,50     | 90.       | kiesett  | kiesett  |
| Suzanne Cloutier                                                                   | Egyéni összetett |           |           | 67,40    | 81.      |
| Jennifer Diachun                                                                   | Talaj            | 17,70     | 60.       | kiesett  | kiesett  |
| Jennifer Diachun                                                                   | Ugrás            | 18,05     | 44.       | kiesett  | kiesett  |
| Jennifer Diachun                                                                   | Felemás korlát   | 17,70     | 47.       | kiesett  | kiesett  |
| Jennifer Diachun                                                                   | Gerenda          | 17,00     | 62.       | kiesett  | kiesett  |
| Jennifer Diachun                                                                   | Egyéni összetett |           |           | 70,45    | 51.**    |
| Sandra Hartley                                                                     | Talaj            | 17,90     | 49.       | kiesett  | kiesett  |
| Sandra Hartley                                                                     | Ugrás            | 17,75     | 60.       | kiesett  | kiesett  |
| Sandra Hartley                                                                     | Felemás korlát   | 16,25     | 81.       | kiesett  | kiesett  |
| Sandra Hartley                                                                     | Gerenda          | 17,85     | 40.       | kiesett  | kiesett  |
| Sandra Hartley                                                                     | Egyéni összetett |           |           | 69,75    | 62.*     |
| Teresa McDonnell                                                                   | Talaj            | 17,75     | 56.       | kiesett  | kiesett  |
| Teresa McDonnell                                                                   | Ugrás            | 17,40     | 68.       | kiesett  | kiesett  |
| Teresa McDonnell                                                                   | Felemás korlát   | 16,05     | 83.       | kiesett  | kiesett  |
| Teresa McDonnell                                                                   | Gerenda          | 17,00     | 62.       | kiesett  | kiesett  |
| Teresa McDonnell                                                                   | Egyéni összetett |           |           | 68,20    | 71.      |
| Marilynn Minaker                                                                   | Talaj            | 17,15     | 82.       | kiesett  | kiesett  |
| Marilynn Minaker                                                                   | Ugrás            | 17,20     | 76.       | kiesett  | kiesett  |
| Marilynn Minaker                                                                   | Felemás korlát   | 15,85     | 87.       | kiesett  | kiesett  |
| Marilynn Minaker                                                                   | Gerenda          | 17,40     | 55.       | kiesett  | kiesett  |
| Marilynn Minaker                                                                   | Egyéni összetett |           |           | 67,60    | 69.      |
| Suzanne Cloutier Jennifer Diachun Sandra Hartley Teresa McDonnell Marilynn Minaker | Csapat összetett |           |           | 343,40   | 11.      |

* - egy másik versenyzővel azonos eredményt ért el

** - két másik versenyzővel azonos eredményt ért el

## Úszás
Férfi
| Versenyző                                             | Versenyszám            | Előfutam | Előfutam | Előfutam | Elődöntő | Elődöntő | Elődöntő | Döntő   | Döntő    |
| Versenyző                                             | Versenyszám            | Idő      | Hely.    | Össz.    | Idő      | Hely.    | Össz.    | Idő     | Helyezés |
| ----------------------------------------------------- | ---------------------- | -------- | -------- | -------- | -------- | -------- | -------- | ------- | -------- |
| Glen Finch                                            | 100 m gyors            | 56,0     | 4.       | 25.      | kiesett  | kiesett  | kiesett  | kiesett | kiesett  |
| John Gilchrist                                        | 100 m gyors            | 55,4     | 2.       | 15.*     | 54,8     | 5.       | 12.      | kiesett | kiesett  |
| John Gilchrist                                        | 200 m gyors            | 2:01,8   | 1.       | 13.*     |          |          |          | kiesett | kiesett  |
| John Gilchrist                                        | 200 m vegyes           | 2:16,8   | 1.       | 5.       |          |          |          | 2:16,6  | 6.       |
| John Gilchrist                                        | 400 m vegyes           | 4:57,5   | 2.       | 4.       |          |          |          | 4:56,7  | 5.       |
| Ken Campbell                                          | 400 m vegyes           | 5:19,6   | 6.       | 28.      |          |          |          | kiesett | kiesett  |
| Ken Campbell                                          | 200 m vegyes           | 2:20,9   | 3.       | 16.      |          |          |          | kiesett | kiesett  |
| George Smith                                          | 200 m vegyes           | 2:16,4   | 1.       | 4.       |          |          |          | 2:15,9  | 5.       |
| George Smith                                          | 400 m vegyes           | 5:04,4   | 2.       | 10.      |          |          |          | kiesett | kiesett  |
| George Smith                                          | 200 m gyors            | 2:03,2   | 3.       | 21.      |          |          |          | kiesett | kiesett  |
| Ralph Hutton                                          | 200 m gyors            | 2:00,0   | 1.       | 3.*      |          |          |          | 1:58,6  | 4.       |
| Ralph Hutton                                          | 1500 m gyors           | 17:35,9  | 2.       | 6.       |          |          |          | 17:15,6 | 5.       |
| Ralph Hutton                                          | 400 m gyors            | 4:21,0   | 1.       | 8.       |          |          |          | 4:11,7  |          |
| Ronald Jacks                                          | 400 m gyors            | 4:29,4   | 4.       | 16.      |          |          |          | kiesett | kiesett  |
| Ronald Jacks                                          | 100 m pillangó         | 1:00,5   | 3.       | 20.      | 1:00,5   | 7.       | 19.      | kiesett | kiesett  |
| Ronald Jacks                                          | 200 m pillangó         | 2:18,1   | 4.       | 20.      |          |          |          | kiesett | kiesett  |
| Toomas Arusoo                                         | 200 m pillangó         | 2:12,7   | 3.       | 11.      |          |          |          | kiesett | kiesett  |
| Toomas Arusoo                                         | 100 m pillangó         | 59,8     | 3.       | 13.*     | 59,6     | 4.       | 11.*     | kiesett | kiesett  |
| Jim Shaw                                              | 100 m hát              | 1:01,8   | 1.       | 3.*      | 1:01,9   | 2.       | 5.       | 1:01,4  | 5.       |
| Jim Shaw                                              | 200 m hát              | 2:21,0   | 5.       | 18.      |          |          |          | kiesett | kiesett  |
| William Mahony                                        | 100 m mell             | 1:09,7   | 3.       | 10.      | 1:09,7   | 5.       | 11.*     | kiesett | kiesett  |
| William Mahony                                        | 200 m mell             | 2:36,4   | 1.       | 11.*     |          |          |          | kiesett | kiesett  |
| Glen Finch George Smith Ralph Hutton John Gilchrist   | 4 × 100 m gyorsváltó   | 3:40,3   | 2.       | 5.       |          |          |          | 3:39,2  | 7.       |
| George Smith Ronald Jacks John Gilchrist Ralph Hutton | 4 × 200 m gyorsváltó   | 8:10,5   | 2.       | 6.       |          |          |          | 8:03,2  | 4.       |
| Jim Shaw William Mahony Toomas Arusoo John Gilchrist  | 4 × 100 m vegyes váltó | 4:06,0   | 3.       | 7.       |          |          |          | 4:07,3  | 7.       |

Női
| Versenyző                                               | Versenyszám            | Előfutam | Előfutam | Előfutam | Elődöntő | Elődöntő | Elődöntő | Döntő   | Döntő    |
| Versenyző                                               | Versenyszám            | Idő      | Hely.    | Össz.    | Idő      | Hely.    | Össz.    | Idő     | Helyezés |
| ------------------------------------------------------- | ---------------------- | -------- | -------- | -------- | -------- | -------- | -------- | ------- | -------- |
| Marion Lay                                              | 100 m gyors            | 1:00,6   | 1.       | 3.       | 1:00,7   | 1.       | 5.       | 1:00,5  | 4.       |
| Marion Lay                                              | 200 m gyors            | 2:16,7   | 2.       | 10.      |          |          |          | kiesett | kiesett  |
| Angela Coughlan                                         | 200 m gyors            | 2:20,9   | 2.       | 19.      |          |          |          | kiesett | kiesett  |
| Angela Coughlan                                         | 400 m gyors            | 4:47,4   | 1.       | 6.       |          |          |          | 4:51,9  | 7.       |
| Angela Coughlan                                         | 800 m gyors            | 10:00,2  | 2.       | 7.       |          |          |          | 9:56,4  | 6.       |
| Elaine Tanner                                           | 100 m hát              | 1:07,6   | 1.       | 1.       | 1:07,4   | 1.       | 1.       | 1:06,7  |          |
| Elaine Tanner                                           | 200 m hát              | 2:30,9   | 1.       | 2.       |          |          |          | 2:27,4  |          |
| Anne Walton                                             | 200 m hát              | 2:39,4   | 4.       | 20.      |          |          |          | kiesett | kiesett  |
| Anne Walton                                             | 100 m hát              | 1:13,0   | 5.       | 26.*     | kiesett  | kiesett  | kiesett  | kiesett | kiesett  |
| Jeanne Warren                                           | 200 m hát              | 2:37,9   | 3.       | 17.      |          |          |          | kiesett | kiesett  |
| Jeanne Warren                                           | 100 m pillangó         | 1:10,0   | 3.       | 14.      | 1:09,7   | 7.       | 15.      | kiesett | kiesett  |
| Jeanne Warren                                           | 200 m pillangó         | 2:40,7   | 3.       | 13.      |          |          |          | kiesett | kiesett  |
| Marilyn Corson                                          | 200 m pillangó         | 2:41,8   | 4.       | 15.      |          |          |          | kiesett | kiesett  |
| Marilyn Corson                                          | 100 m pillangó         | 1:10,7   | 4.       | 17.      | kiesett  | kiesett  | kiesett  | kiesett | kiesett  |
| Angela Coughlan Marilyn Corson Elaine Tanner Marion Lay | 4 × 100 m gyorsváltó   | 4:14,1   | 2.       | 5.       |          |          |          | 4:07,2  |          |
| Elaine Tanner Anne Walton Jeanne Warren Marion Lay      | 4 × 100 m vegyes váltó | 4:43,1   | 5.       | 10.      |          |          |          | kiesett | kiesett  |

* - egy másik versenyzővel azonos időt ért el

## Vitorlázás
Nyílt
| Versenyző                                 | Versenyszám     | Futam  | Futam  | Futam  | Futam | Futam | Futam  | Futam | Pontszám | Helyezés |
| Versenyző                                 | Versenyszám     | 1      | 2      | 3      | 4     | 5     | 6      | 7     | Pontszám | Helyezés |
| ----------------------------------------- | --------------- | ------ | ------ | ------ | ----- | ----- | ------ | ----- | -------- | -------- |
| Paul Henderson                            | Finn dingi      | 25,0   | (26,0) | 15,0   | 26,0  | 22,0  | 16,0   | 22,0  | 126,0    | 20.      |
| Oswald Blouin Bruce Kirby                 | Csillaghajó     | 20,0   | (24,0) | 20,0   | 21,0  | 22,0  | 10,0   | 14,0  | 107,0    | 15.      |
| Roger Green Stewart Green                 | Repülő hollandi | 15,0   | 22,0   | 10,0   | 10,0  | 3,0   | (24,0) | 19,0  | 79,0     | 7.       |
| Jack Hasen Stanley Leibel Ernest Weiss    | 5,5 méteres     | (20,0) | 15,0   | 18,0   | 13,0  | 3,0   | 3,0    | 16,0  | 68,0     | 6.       |
| Timothy Irwin David Miller Stephen Tupper | Sárkányhajó     | 5,7    | 14,0   | (19,0) | 11,7  | 14,0  | 13,0   | 5,7   | 64,1     | 4.       |

## Vívás
Férfi
| Versenyző                                         | Versenyszám       | Csoportkör | Csoportkör | Csoportkör | Csoportkör | Nyolcaddöntő             | Negyeddöntő       | Elődöntő          | Vigaszág a döntőért     | Vigaszág a döntőért      | Vigaszág a döntőért | Vigaszág a döntőért | Vigaszág a döntőért | Döntő             | Helyezés    |
| Versenyző                                         | Versenyszám       | 1. kör | 1. kör     | 2. kör | 2. kör     | Nyolcaddöntő             | Negyeddöntő       | Elődöntő          | 1. kör                  | 2. kör                   | 3. kör              | 4. kör              | 5. kör              | Döntő             | Helyezés    |
| Versenyző                                         | Versenyszám       | Ellenfél Eredmény | Hely.      | Ellenfél Eredmény | Hely.      | Ellenfél Eredmény        | Ellenfél Eredmény | Ellenfél Eredmény | Ellenfél Eredmény       | Ellenfél Eredmény        | Ellenfél Eredmény   | Ellenfél Eredmény   | Ellenfél Eredmény   | Ellenfél Eredmény | Helyezés    |
| ------------------------------------------------- | ----------------- | --- | ---------- | --- | ---------- | ------------------------ | ----------------- | ----------------- | ----------------------- | ------------------------ | ------------------- | ------------------- | ------------------- | ----------------- | ----------- |
| Peter Bakonyi                                     | Tőr, egyéni       | K. csoport · Adam Lisewski (POL) · V · Christian Noël (FRA) · V · Mano Kazuo (JPN) · V · Udo Birnbaum (AUT) · V                                                         | 5.         | kiesett | kiesett    | kiesett                  | kiesett           | kiesett           | kiesett                 | kiesett                  | kiesett             | kiesett             | kiesett             | kiesett           | helyezetlen |
| Magdy Conyd                                       | Tőr, egyéni       | J. csoport · Tănase Mureșanu (ROU) · V · Arcangelo Pinelli (ITA) · V · Tim Gerresheim (FRG) · GY · Florent Bessemans (BEL) · V                                          | 5.         | kiesett | kiesett    | kiesett                  | kiesett           | kiesett           | kiesett                 | kiesett                  | kiesett             | kiesett             | kiesett             | kiesett           | helyezetlen |
| Gerry Wiedel                                      | Tőr, egyéni       | C. csoport · Witold Woyda (POL) · V · German Szvesnyikov (URS) · V · Moustafa Soheim (RAU) · GY · Alberto Varela (URU) · GY · José Miguel Pérez (PUR) · GY              | 3.         | F. csoport · German Szvesnyikov (URS) · V · Héctor Abaunza (MEX) · V · Adam Lisewski (POL) · GY · Udo Birnbaum (AUT) · V · Kamuti László (HUN) · V                  | 6.         | kiesett                  | kiesett           | kiesett           | kiesett                 | kiesett                  | kiesett             | kiesett             | kiesett             | kiesett           | helyezetlen |
| Gerry Wiedel                                      | Párbajtőr, egyéni | K. csoport · Fritz Zimmermann (FRG) · V · Jan von Koss (NOR) · V · Michel Steininger (SUI) · V · Claudio Francesconi (ITA) · GY                                         | 5.         | kiesett | kiesett    | kiesett                  | kiesett           | kiesett           | kiesett                 | kiesett                  | kiesett             | kiesett             | kiesett             | kiesett           | helyezetlen |
| Peter Bakonyi                                     | Párbajtőr, egyéni | B. csoport · Franz Rompza (FRG) · V · David Micahnik (USA) · V · Hrihorij Krissz (URS) · V · Ali Chekr (LIB) · GY · José Antonio Díaz (CUB) · GY                        | 4.         | A. csoport · Alekszej Nyikancsikov (URS) · V · Jean-Pierre Allemand (FRA) · V · Gianluigi Saccaro (ITA) · GY · Harry Fiedler (GDR) · GY · Valeriano Pérez (MEX) · V | 4.         | Fenyvesi Csaba (HUN) · V | Vigaszág          | Vigaszág          | Carlos Couto (BRA) · GY | Fenyvesi Csaba (HUN) · V | kiesett             | kiesett             | kiesett             | kiesett           | 17.         |
| Magdy Conyd                                       | Párbajtőr, egyéni | I. csoport · Bill Hoskyns (GBR) · V · Harry Fiedler (GDR) · V · Jean-Pierre Allemand (FRA) · GY · Dicki Sörensen (SWE) · GY · Manuel González (CUB) · GY                | 4.         | H. csoport · Hrihorij Krissz (URS) · V · Carlos Couto (BRA) · V · Herbert Polzhuber (AUT) · V · Bill Hoskyns (GBR) · V · Paul Pesthy (USA) · V                      | 6.         | kiesett                  | kiesett           | kiesett           | kiesett                 | kiesett                  | kiesett             | kiesett             | kiesett             | kiesett           | helyezetlen |
| John Andru                                        | Kard, egyéni      | C. csoport · Claude Arabo (FRA) · V · Pézsa Tibor (HUN) · V · Paul Wischeidt (FRG) · V · Józef Nowara (POL) · V · Jan Boutmy (AHO) · GY · Juan Carlos Frecia (ARG) · GY | 5.         | kiesett | kiesett    |                          | kiesett           | kiesett           | kiesett                 | kiesett                  | kiesett             |                     |                     | kiesett           | helyezetlen |
| John Andru Peter Bakonyi Magdy Conyd Gerry Wiedel | Tőr, csapat       | 5. csoport · NSZK (FRG) · 3-13 · Olaszország (ITA) · 1-15 | 3.         | |            |                          | kiesett           | kiesett           |                         |                          |                     |                     |                     | kiesett           | helyezetlen |
| John Andru Peter Bakonyi Magdy Conyd Gerry Wiedel | Párbajtőr, csapat | 3. csoport · NDK (GDR) · 2-14 · Lengyelország (POL) · 6-10 | 3.         | |            |                          |                   | kiesett           |                         |                          |                     |                     |                     | kiesett           | helyezetlen |

Női
| Versenyző     | Versenyszám | Csoportkör | Csoportkör | Csoportkör | Csoportkör | Negyeddöntő       | Elődöntő          | Vigaszág a döntőért | Vigaszág a döntőért | Vigaszág a döntőért | Döntő             | Helyezés    |
| Versenyző     | Versenyszám | 1. kör | 1. kör     | 2. kör | 2. kör     | Negyeddöntő       | Elődöntő          | 1. kör              | 2. kör              | 3. kör              | Döntő             | Helyezés    |
| Versenyző     | Versenyszám | Ellenfél Eredmény | Hely.      | Ellenfél Eredmény | Hely.      | Ellenfél Eredmény | Ellenfél Eredmény | Ellenfél Eredmény   | Ellenfél Eredmény   | Ellenfél Eredmény   | Ellenfél Eredmény | Helyezés    |
| ------------- | ----------- | --- | ---------- | --- | ---------- | ----------------- | ----------------- | ------------------- | ------------------- | ------------------- | ----------------- | ----------- |
| Sigrid Chatel | Tőr, egyéni | F. csoport · Rejtő Ildikó (HUN) · V · Brigitte Gapais-Dumont (FRA) · GY · Giovanna Masciotta (ITA) · GY · Margarita Rodríguez (CUB) · V · Halina Balon (POL) · V · Veronica Smith (USA) · GY | 4.         | C. csoport · Rejtő Ildikó (HUN) · V · Kerstin Palm (SWE) · V · Bruna Colombetti (ITA) · V · Marie-Chantal Demaille (FRA) · GY · Monika Pulch (FRG) · V | 5.         | kiesett           | kiesett           | kiesett             | kiesett             | kiesett             | kiesett           | helyezetlen |